# (16497) Toinevermeylen
(16497) Toinevermeylen est un astéroïde de la ceinture principale.

## Description
(16497) Toinevermeylen est un astéroïde de la ceinture principale. Il fut découvert le 22 septembre 1990 à La Silla par Eric Walter Elst. Il présente une orbite caractérisée par un demi-grand axe de 2,21 UA, une excentricité de 0,21 et une inclinaison de 6,4° par rapport à l'écliptique.

## Compléments